# フィレヤ
フィレヤ(Fileja)は、カラブリア州ヴィボ・ヴァレンツィアのパスタの一種である。デュラム小麦と水から作ったシートを細い棒(dinaciulu)に巻き付けて、長さ20cm程度の中空の管状の形を作る。